# Georges Higuet
Georges Higuet, né à Nivelles en 1892 et mort à Marcinelle le 27 juillet 1956, est un artiste peintre belge.

## Biographie
Artiste engagé dans la lignée de Constantin Meunier et Pierre Paulus, Georges Higuet est issu d'une famille ouvrière. Formé à l'Académie des beaux-arts de Bruxelles de 1908 à 1914, il suit les cours d'Émile Fabry et de Jean Delville.
Mobilisé lors de la Première Guerre mondiale, il est blessé au front et envoyé en convalescence aux Pays-Bas. A la fin du conflit, il s'installe à Nuenen, village où Van Gogh a résidé de 1883 à 1885, puis à Amsterdam, sur les traces de Rembrandt. Il vit dans le ghetto d'Amsterdam et s'inspire de la vie de ce quartier pour réaliser de nombreux portraits. Il expose ses premières œuvres au Salon triennal d'Anvers en 1920. De retour à Nivelles, il concourt pour le Prix de Rome, que son professeur Jean Delville a reçu en 1894, mais ne sera pas sélectionné. Il gagne ensuite Paris, où il vit sous les ponts et dans les halles, partageant le sort des clochards. Après douze ans de vagabondage, il se fixe définitivement à Marcinelle en 1926, à proximité du Bois du Cazier. Les mineurs seront désormais ses modèles. Il réalise de grands portraits au fusain qu'il expose en 1926 au Palais du Peuple de Charleroi. À partir de 1928, il signe ses œuvres du dessin d'une hache.
Il meurt le 27 juillet 1956, deux semaines avant la catastrophe du Bois du Cazier qui emporta 262 mineurs.

## Expositions
- 1926 : Charleroi, Palais du Peuple, exposition personnelle.
- 1947 : Bordeaux, musée des beaux-arts, Les peintres et graveurs belges contemporains.
- 1952 : La Louvière, Maison des loisirs, exposition personnelle.
- 2003 : Lewarde, Centre historique minier, Portraits aux charbon, exposition personnelle.

## Œuvres dans les collections publiques
- Bruxelles, Bibliothèque royale de Belgique, gravures.
- Bruxelles, Musées Royaux des Beaux-Arts de Belgique, Mineur, fusain.
- Charleroi, Musée des Beaux-Arts, Le botteleur, fusain.
- Denain, musée d'archéologie et d'histoire locale, Portrait de hiercheuse, v. 1930, huile sur toile.
- Helmond, musée, Mineur, fusain.
- La Louvière, musée, La lamineur, huile sur toile.
- Lewarde, Centre historique minier, Portrait de mineur, fusain.
- Liège, Musée des beaux-arts, Jeune fille, huile sur toile.
- Roubaix, musée La Piscine, Portrait de hiercheuse, huile sur toile.